# Fuego del Ande
Fuego del Ande es el sexto álbum de estudio como solista de la cantante peruana Yma Súmac. Fue lanzado en abril de 1959 por el sello discográfico Capitol Records. Es el primero en sonido estéreo. Súmac interpretó su propia versión de la reconocida «La flor de la canela».

## Crítica
Billboard le otorgó 4 de 5 estrellas y lo consideró un disco de «intrigantes canciones folclóricas y ejecutadas con la grandiosa versatilidad de la artista». «Hace cosas maravillosas con la voz», señaló. Definió al álbum como «un excelente potencial con esta oferta de gran atractivo.»

## Controversias
Moisés Vivanco se habría dado el crédito de casi todas las composiciones, siendo únicamente «Dale Que Dale!» de su autoría.

## Lista de canciones
| Edición estándar (1959) |                                                     |                                                  |          |  |
| N.º                     | Título                                              | Escritor(es)                                     | Duración |  |
| 1.                      | «La Molina (The Mill Song)»                         | Francisco Ballesteros                            | 3:24     |  |
| 2.                      | «La Flor De Canela (Cinnamon Flower)»               | Chabuca Granda                                   | 3:17     |  |
| 3.                      | «Gallito Caliente (The Hot Rooster)»                | Heraclio Cuentas                                 | 1:53     |  |
| 4.                      | «La Pampa Y La Puna (The Plains And The Mountains)» | Ricardo Walter Stubbs, Carlos Valderrama Herrera | 3:05     |  |
| 5.                      | «Dale Que Dale! (The Workers Song)»                 | Moisés Vivanco                                   | 3:07     |  |
| 6.                      | «Llora Corazón (Crying Heart)»                      | Luis Galvez Roncero, Carlos Casanova             | 2:58     |  |
| 7.                      | «A La Huacachina (Enchanted Lake)»                  | Angel del Valle                                  | 3:23     |  |
| 8.                      | «La Perla De Chira (The Pearl)»                     | Guillermo Riofrio                                | 3:41     |  |
| 9.                      | «Mi Palomita (My Pigeon)»                           | Tradición                                        | 3:11     |  |
| 10.                     | «Vírgenes Del Sol (Virgins Of The Sun)»             | Jorge Bravo de Rueda                             | 2:48     |  |
| 11.                     | «Gallito Ciego (One-Eyed Rooster)»                  | Edmondo Zaldivar                                 | 2:50     |  |
| 12.                     | «Clamor (I Won't Forget You)»                       | Elisiario Rueda Pinto                            | 2:53     |  |

## Posiciones en listas
| Lista (1957)                                 | Mejor posición |
| -------------------------------------------- | -------------- |
| Estados Unidos (Best Selling Popular Albums) | 30             |